# Die bitteren Tränen der Petra von Kant
Die bitteren Tränen der Petra von Kant is een West-Duitse dramafilm uit 1972 onder regie van Rainer Werner Fassbinder.

## Verhaal
De Duitse modeontwerpster Petra von Kant woont sedert de dood van haar man alleen samen met haar dienstmeid Marlene. Haar vriendin Sidonie brengt haar in contact met de mooie Karin, die jarenlang in Australië heeft gewoond. Petra wordt spoedig verliefd op Karin en biedt haar een baan aan als mannequin. Zij heeft nog geen eigen woning in Duitsland en trekt daarom voorlopig in bij Petra.

## Rolverdeling
| Acteur            | Personage             |
| ----------------- | --------------------- |
| Margit Carstensen | Petra von Kant        |
| Hanna Schygulla   | Karin Thimm           |
| Katrin Schaake    | Sidonie von Grasenabb |
| Eva Mattes        | Gabriele von Kant     |
| Gisela Fackeldey  | Valerie von Kant      |
| Irm Hermann       | Marlene               |